# Heterocerus aureolus
Heterocerus aureolus är en skalbaggsart som först beskrevs av Jørgen Matthias Christian Schiødte 1866.  Heterocerus aureolus ingår i släktet Heterocerus, och familjen strandgrävbaggar. Arten har ej påträffats i Sverige.